# Glossa
Glossa, revue scientifique en orthophonie et logopédie est une revue scientifique créée  en 1986 par l’Union Nationale pour le Développement de la Recherche et de l’Evaluation en Orthophonie à l’initiative de la Fédération nationale des ortophonistes.
Seule revue française permettant d’accéder à des articles scientifiques en orthophonie, Glossa vise à favoriser, diffuser et faire rayonner la recherche en orthophonie, en France et à l’international. Elle s’adresse principalement aux orthophonistes et logopédistes, mais aussi à tous les professionnels de santé et aux chercheurs d’autres disciplines,.
Glossa est fréquemment mise en avant par les bibliothèques universitaires francophones comme source de référence en orthophonie et logopédie,.

## Description
Glossa propose des articles originaux de cliniciens et chercheurs français mais aussi étrangers. Les articles sont cependant uniquement en français.
Les articles peuvent être de trois types : une étude originale, une revue de littérature ou un cas clinique (ou séries de cas). Les articles portent sur tous les thèmes de l’ortophonie : développement, acquisition, apprentissages, fonctionnement, et maturation du langage et de la communication.
Le contenu peut tout autant pourtant sur la pratique clinique que sur des aspects théoriques relatifs au langage oral et écrit, dans des disciplines ou orientations telles que les sciences du langage, la psycholinguistique, la psychopédagogie, la pragmatique, la neuropsychologie ou encore la médecine de réhabilitation. Elle permet ainsi aux cliniciens comme aux chercheurs d'avoir un accès à l'actualité des connaissances dans le domaine de la communication et du langage.
Reflet de la profession et des professionnels qui la composent, dont une minorité seulement est investie dans la recherche institutionnelle, les articles publiés entre en 1991 et 1997 sont davantage consacrés à la pratique de terrain, tandis qu’à partir des années 2000 reviennent à un positionnement plus scientifique.
Les articles publiés dans la revue sont soumis au peer review en double aveugle pour garantir la qualité des articles.

### Concours mémoires d’orthophonie
Glossa publie également chaque année un numéro spécial récompensant des articles issus de mémoires d’orthophonie soutenus dans l’année, permettant aux étudiants de valoriser leurs travaux de recherche et de les encourager à la publication d’articles scientifiques.

## Historique

### Création de la revue
La revue est créée en 1986 à l’initiative de la Fédération nationale des orthophonistes (FNO), par des membres du bureau de l’Union nationale pour le développement de la recherche et de l’information en orthophonie (UNADRIO), devenue Union Nationale pour le Développement de la Recherche et de l’Évaluation en Orthophonie (UNADREO) en 1999. Elle porte initialement le nom Glossa, Cahiers de l'UNADREO. Le premier rédacteur en chef était Olivier Héral, jusqu’en 1991.
La création de la revue se fait avec une volonté de complémentarité avec la revue Rééducation Orthophonique qui couvrait déjà la dimension clinique, en représentant la recherche scientifique.

### Transformation d’une revue papier à une revue en ligne
À partir de janvier 2009 Glossa est publiée uniquement en ligne, avec l’abandon de sa version papier. Les articles sont alors accessibles gratuitement, à condition de se créer un compte. L’intégralité des archives est disponible. L’accès en ligne lui permet une plus grande reconnaissance et diffusion.

### Publication enopen access
À partir de juillet 2023 la revue choisit de passer au libre accès. L’ensemble des articles sont rendus consultables sans restriction (il n’est plus nécessaire de se créer un compte) et tous les nouveaux articles (numéro 136 et suivants) sont publiées avec la licence Creative Commons Attribution. L’UNADREO signe également l’Initiative de Budapest pour l’open access.
Glossa n’imposant aucun coût à ses lecteurs et aux auteurs soumettant des articles, elle correspond au modèle diamant du libre accès.
La revue est recensée dans le DOAJ depuis mars 2025.

## Liste des rédacteurs en chef
- 1986-1991 : Olivier Héral
- 1991-1997 : Marie-Pierre Poulat
- 1997-2000 : Frédérique Brin-Henry
- 2000-2010 : Franck Médina
- 2010-2018: Peggy Gatignol & SylviaTopouzkhanian
- 2018-2021 : Peggy Gatignol & Stéphanie Borel
- Depuis 2021 : Agnès Witko[17]

## Organisation de la revue
La revue est composée de plusieurs comités afin de garantir la qualité scientifique des articles publiés : un comité éditorial (gestion opérationnelle), un comité de lecture (peer review) et un comité scientifique (politique éditoriale)

## Autres revues francophones
- France : Rééducation Orthophonique
- Belgique : Le Langage et l'Homme : logopédie, psychologie, audiologie
- Suisse : Langage et pratiques